# Аксай (притока Акташа)
Акса́й — річка в Росії, в Чечні і Дагестані. Довжина 144 км, площа басейну 1 390 км². Баре початок на схилах Андійського хребта, протікає більшою частиною по Прикаспійській низовині, губиться в плавнях річок Терек і Акташ (в останню впадає в високу воду).
Середні витрати води 10,9 м³/с. Використовується для зрошення. На річці мала ГЕС.